# 茨城県道155号里根神岡上線

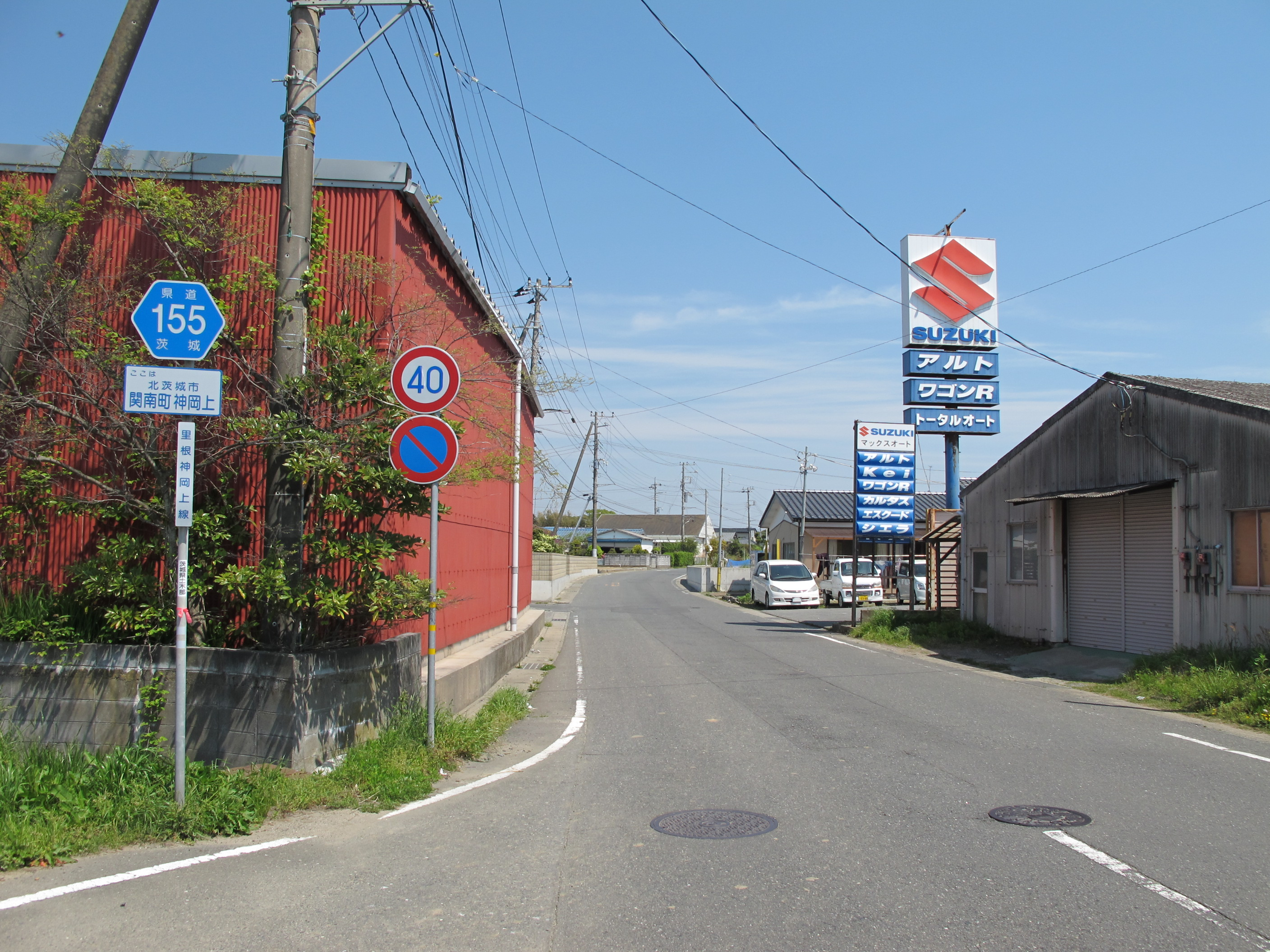
茨城県道155号里根神岡上線
北茨城市関南町神岡上（2014年5月）

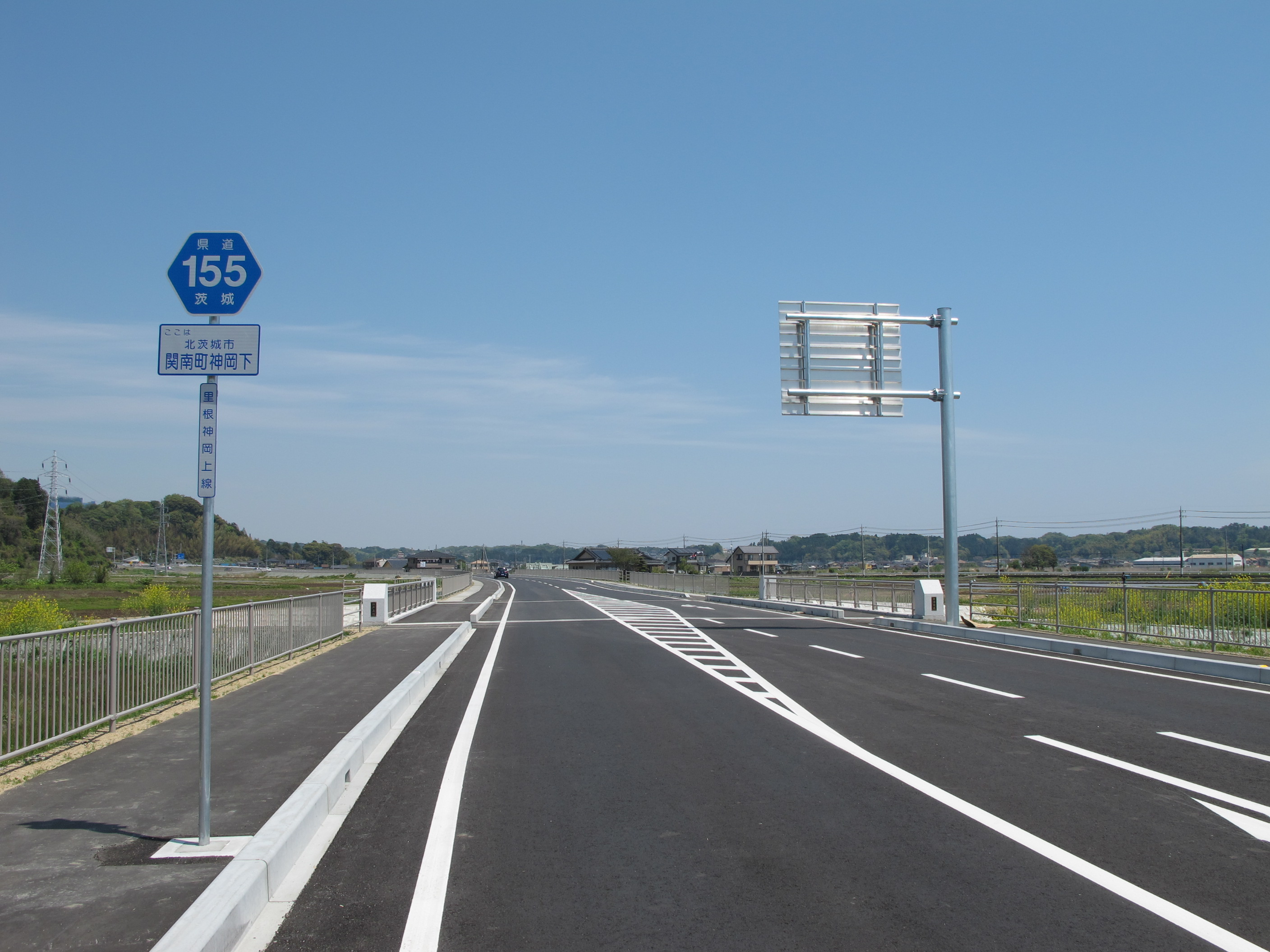
茨城県道155号里根神岡上線バイパス。2017年に海側で並行する旧道が移管されて現道になった。
北茨城市関南町神岡下（2014年5月）

茨城県道155号里根神岡上線（いばらきけんどう155ごう さとねかみおかかみせん）は、茨城県北茨城市内の一般県道である。

## 概要
北茨城市関本町関本中（旧・里根町）の主要地方道塙大津港線交点（市民病院北交差点）から同市関南町神岡上の国道6号交点（神岡上交差点）まで南北に接続する延長約3.9キロメートル (km) の一般県道である。バイパスに並行する旧道（北茨城市関本町関本中〈五浦変電所前交差点〉 - 関南町神岡上）があったが、2017年に北茨城市に移管された。

### 路線データ
- 起点：茨城県北茨城市関本町関本中3417番（茨城県道27号塙大津港線交点〈市民病院北交差点〉）[1]
- 終点：茨城県北茨城市関南町神岡上（国道6号交点）[2]
- 総延長：3.949 km[3]
- 重用延長：0.038 km[3]
- 未供用延長：なし[3]
- 実延長：3.911 km[3]
- 自動車交通不能区間延長[注釈 1]：なし[3]

## 歴史
1959年（昭和34年）10月14日、新たな県道として北茨城市里根町を起点とし、北茨城市神岡上町を終点とする区間を本路線とする県道里根神岡上線として茨城県が県道路線認定した。
1995年（平成7年）に整理番号155となり現在に至る。

### 年表
- 1944年（昭和19年）6月14日：現在の路線の前身にあたる神岡下関本線が路線認定される。
- 1959年（昭和34年）10月14日
  - 現在の路線で路線認定される（図面対照番号129）[4]。
  - 道路の区域は、北茨城市里根町の県道塙大津港線分岐から北茨城市神岡上町の一級国道六号線交点までと決定される[2]。
- 1964年（昭和39年）7月3日：車両制限令第5条1項[注釈 2]に基づく指定区間を変更（路線対象番号129 里根神岡上線：塙大津港線分岐点 - 山根大津港線交点→塙大津港線分岐点 - 国道6号線交点）[5]。
- 1995年（平成7年）3月30日：整理番号188から現在の番号（整理番号155）に変更される[6]。
- 2005年（平成17年）3月17日：北茨城市関南町関本下 - 同市関南町神岡上にバイパスの一部（1.776 km）を新設する道路区域を指定[7]。
- 2011年（平成23年）3月12日：北茨城市関南町神岡下（茨城県道154号山根大津港線交点） - 同市関南町神岡上のバイパスの一部（1.3 km）が開通[8]。
- 2013年（平成25年）11月28日：バイパス区域の一部変更により、北茨城市関本町関本中から同市関南町神岡上をバイパス区間（3.633 km）に再指定[9]。
- 2014年（平成26年）
  - 3月25日：北茨城市関南町関本下（市民病院下交差点） - 同市関南町神岡下（茨城県道154号山根大津港線交点）のバイパスの一部（0.6 km）が開通[10][11]。
  - 10月20日：北茨城市関本町福田（北茨城市民病院前） - 北茨城市関南町関本下（市民病院下交差点）のバイパスの一部（0.6 km）を部分供用開始[12]。
- 2017年（平成29年）
  - 6月2日：北茨城市関本町関本中（県道27号塙大津港線交点・市民病院北交差点） - 同市関本町福田（北茨城市民病院前）のバイパスの供用により、バイパス全線開通[13][14]。
  - 10月23日：バイパス全線開通を受け、平行する北茨城市関本町関本中（五浦変電所前交差点） - 同市関南町神岡上の旧道（3.226 km）が県道指定解除され、北茨城市道に降格[1]。

### 旧道
北茨城市関本町関本中の県道27号交点（五浦変電所前交差点） - 里根橋 - 神岡下十字路 - 同市石楠町神岡上間は、2017年10月に北茨城市に移管されるまで現道として利用されてきた。この旧道は、沿線に関南小学校があり通学路となっているが幅員が狭く歩道が無いことから、自動車交通の分散と国道6号の渋滞緩和を目的に西側に並行するバイパス道路改築事業が事業化されて、2017年6月にバイパスが全線開通している。

## 路線状況
道路法の規定に基づき、北茨城市関本町中（主要地方道塙大津港線交差） - 同市関南町神岡上（北茨城市道交差）間は、緊急輸送道路として機能を維持するため、災害発生時の被害拡大防止を目的に道路用地内に電柱を建てることが制限されている。

### バイパス
- 県道里根上岡上線バイパス（北茨城市関本町関本中 - 同市関南町神岡上）
北茨城市関本町の主要地方道塙大津港線から同市関南町の国道6号方面へ至る地域の幹線道路で、現道の西側約300〜400 m前後で並行する位置にある。 関南町神岡上から南方向へ北茨城市道が連続延長しており、同市磯原町のJR磯原駅前に通ずる。本バイパスは、東日本大震災時に国道6号が津波により通行止めになったことを踏まえ、国道6号の代替道路として、また、北茨城市民病院へのアクセス道路として平成17年度より事業化、平成23年度より整備を進め、2011年に市民病院南交差点以南の1.3 kmが先行開通。残存区間は2014年に段階的に部分開通し、2017年6月に全線開通した。整備延長3.3 km、幅員13.0 m（車道部6.5 m）、総事業費予算21億円[11][13] 。2017年10月に平行する旧道が北茨城市へ移管されたことにより、現道となった[1]。

## 地理

### 通過する自治体
- 茨城県北茨城市

### 交差する道路
- 茨城県道154号山根大津港線（北茨城市関南町神岡下）

### 沿線
- 北茨城市民病院（関南町関本下）
- JR常磐線